# ماكس إبراهام
ماكس إبراهام (بالألمانية: Max Abraham)‏ (و. 1875 – 1922 م) هو فيزيائي، ورياضياتي، من ألمانيا، ولد في غدانسك، توفي في ميونخ، عن عمر يناهز 47 عاماً، بسبب ورم المخ.

## التعليم
تعلم في جامعة هومبولت في برلين.